# Japanische Beachhandball-Nationalmannschaft der Frauen
Die japanische Beachhandball-Nationalmannschaft der Frauen repräsentiert die Japan Handball Association als Auswahlmannschaft auf internationaler Ebene bei Länderspielen im Beachhandball gegen Mannschaften anderer nationaler Verbände.
Als Unterbau fungieren die Nationalmannschaft der Juniorinnen. Das männliche Pendant ist die Japanische Beachhandball-Nationalmannschaft der Männer.

## Geschichte

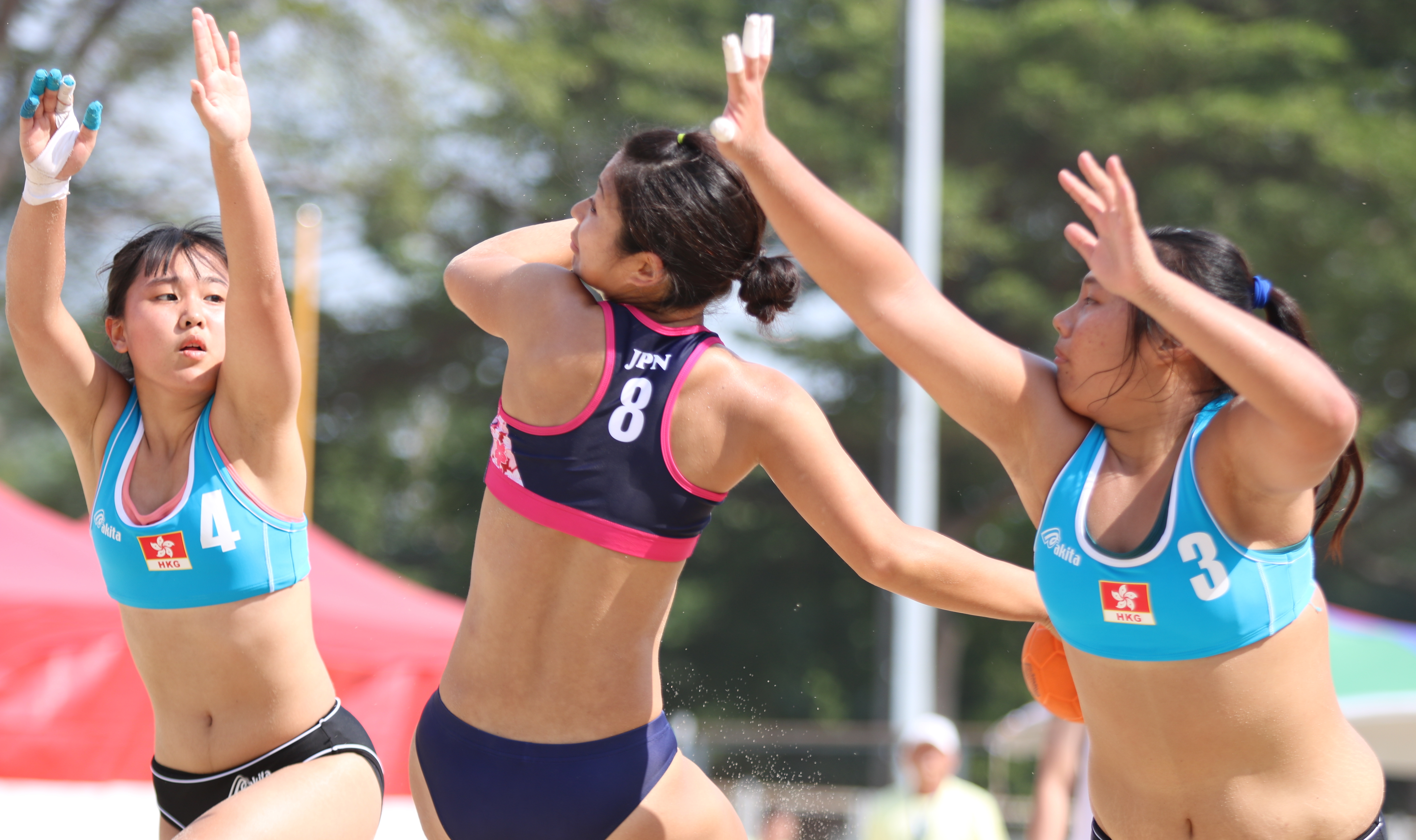
Länderspiel zwischen Japan und Hongkong beim Gangdu Cup 2018 in Kaohsiung

Die Beachhandball-Nationalmannschaft der Frauen Japans ist eine vergleichsweise früh in den 2000er Jahren gegründete Nationalmannschaft des damals noch recht jungen Sports. Die Mannschaft wurde für das erste Weltturnier in der Sportdisziplin überhaupt, den World Games 2001, wo Japan den vierten Platz erreichte. Doch erst 2004 kam es zur finalen Gründung einer Nationalmannschaft. Bei den erstmals ausgetragenen Asienmeisterschaften gewann die Mannschaft, bei allerdings nur zwei teilnehmenden Teams, gegen Hongkong den Titel. Es dauerte danach bis 2019, dass Japan wieder an der kontinentalen Meisterschaft, die auch erst 2013 für Frauenmannschaften verständigt wurde, teilnahm.
Im weiteren Verlauf des Jahres 2004 gehörte die japanische Mannschaft auch zu den Gründungsteilnehmern der Weltmeisterschaften. Hier belegte die Mannschaft den siebten Rang. 2005 und 2009 wurde Japan erneut zu den World Games eingeladen, konnte jedoch wie auch bei den Weltmeisterschaften 2010 nur noch Ergebnisse in der zweiten Platzierungshälfte, meist auf hinteren Rängen, erreichen. Seit 2008 startete Japan indes ohne Unterbrechungen bei allen im Zweijahres-Rhythmus ausgetragenen Asian Beach Games. Bei diesem, im Vergleich zu den Asienmeisterschaften recht gut besuchten Turnier, war jedoch ein vierter Rang 2010 das bislang beste Resultat, Platzierungen auf mittleren Rängen waren normal und üblich.

## Teilnahmen
| World Games - 2001: 4. - 2005: 8. - 2009: 7. - 2013: nicht qualifiziert - 2017: nicht qualifiziert - 2022: nicht qualifiziert World Beach Games - 2019: nicht qualifiziert | Weltmeisterschaften - 2004: 7. - 2006: nicht qualifiziert - 2008: nicht qualifiziert - 2010: 10. - 2012: nicht qualifiziert - 2014: nicht qualifiziert - 2016: nicht qualifiziert - 2018: nicht qualifiziert - 2020: nicht qualifiziert, ausgefallen - 2022: nicht qualifiziert | Asienmeisterschaften - 2004: 1. - 2013: keine Teilnahme - 2015: keine Teilnahme - 2017: keine Teilnahme - 2019: 6. - 2022: keine Teilnahme - 2023: keine Teilnahme | Asian Beach Games - 2008: 6. - 2010: 4. - 2012: 5. - 2014: 5. - 2016: 7. - 2023: |

- WG 2001: Kader aktuell unbekannt

- AM 2004: Kader aktuell unbekannt

- WM 2004: Kader aktuell unbekannt

- WG 2005: Iguchi Kyoko • Ito • Kawabata • Sakaguchi • Sonobe • Ukai • Umeda • Yamamoto

- ABG 2008: Arakawa Michiko • Iguchi Kyoko • Kajito Noriko • Kawada Yasuko • Kinoshita Chika • Kizawa Naoko • Mochizuki Chihiro • Numata Mamiko • Sasada Yuko[1]

- WG 2009: Ichimura Saki • Kamimachi Shiori • Kinoshita Chika • Matsumoto Sayaka • Miyamae Kaoru • Mochizuki Chihiro • Nagata Shiori • Sakugawa Mami • Wakamatsu Rika • Yamanaka Erina[2]

- WM 2010: Kader aktuell unbekannt

- ABG 2010: Kader aktuell unbekannt

- ABG 2012: Ando Kei • Aoyama Sayumi • Ichinohe Izumi • Katsukake Erina • Nakaya Kaori • Onozawa Asami • Oyama Yuki • Saiki Rie • Urushibata Misa[3]

- ABG 2014: Kader aktuell unbekannt

- ABG 2016: Kader aktuell unbekannt

- AM 2019: Kader aktuell unbekannt[4]